# Contacte visual

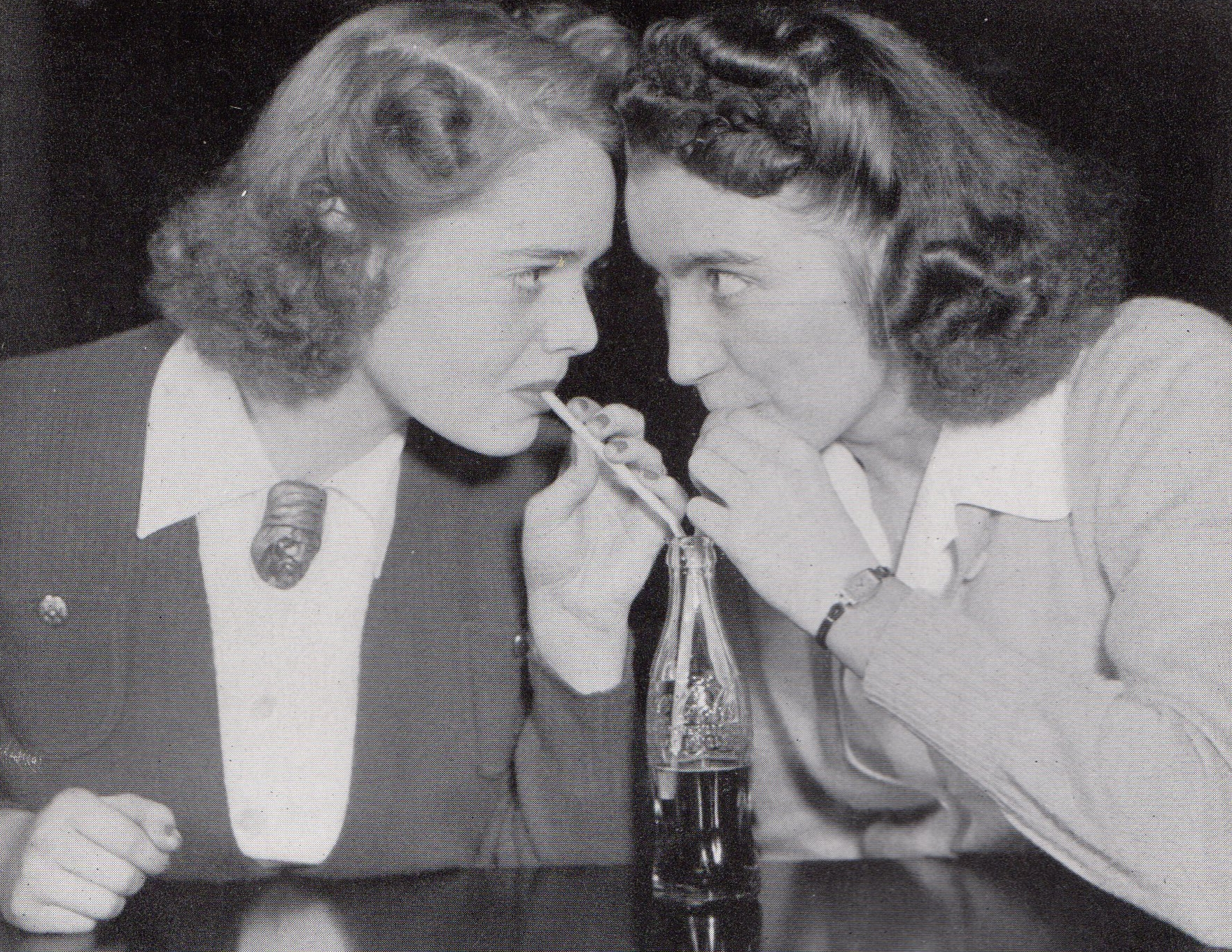
Dues dones mirant-se als ulls

El contacte visual és la situació que passa quan dos animals es miren l'un a l'altre als ulls simultàniament. En els éssers humans, el contacte visual és una forma de comunicació no verbal i es creu que té una gran influència en el comportament social. Encunyat entre principis i mitjans de la dècada del 1960, a Occident, l'acte sovint es considera un signe significatiu i important de confiança, respecte i comunicació social. Els costums i la importància del contacte visual varien d'una societat a una altra, i les diferències religioses i cultures sovint n'alteren força el significat. En d'altres espècies el contacte visual és sovint percebut com una amenaça.

## Significats socials
El contacte visual i les expressions facials proporcionen informació social i emocional important. Les persones, predominantment sense ser-ne conscients, examinen mútuament els seus ulls i cares a la recerca de signes positius o negatius sobre el seu estat d'ànim.

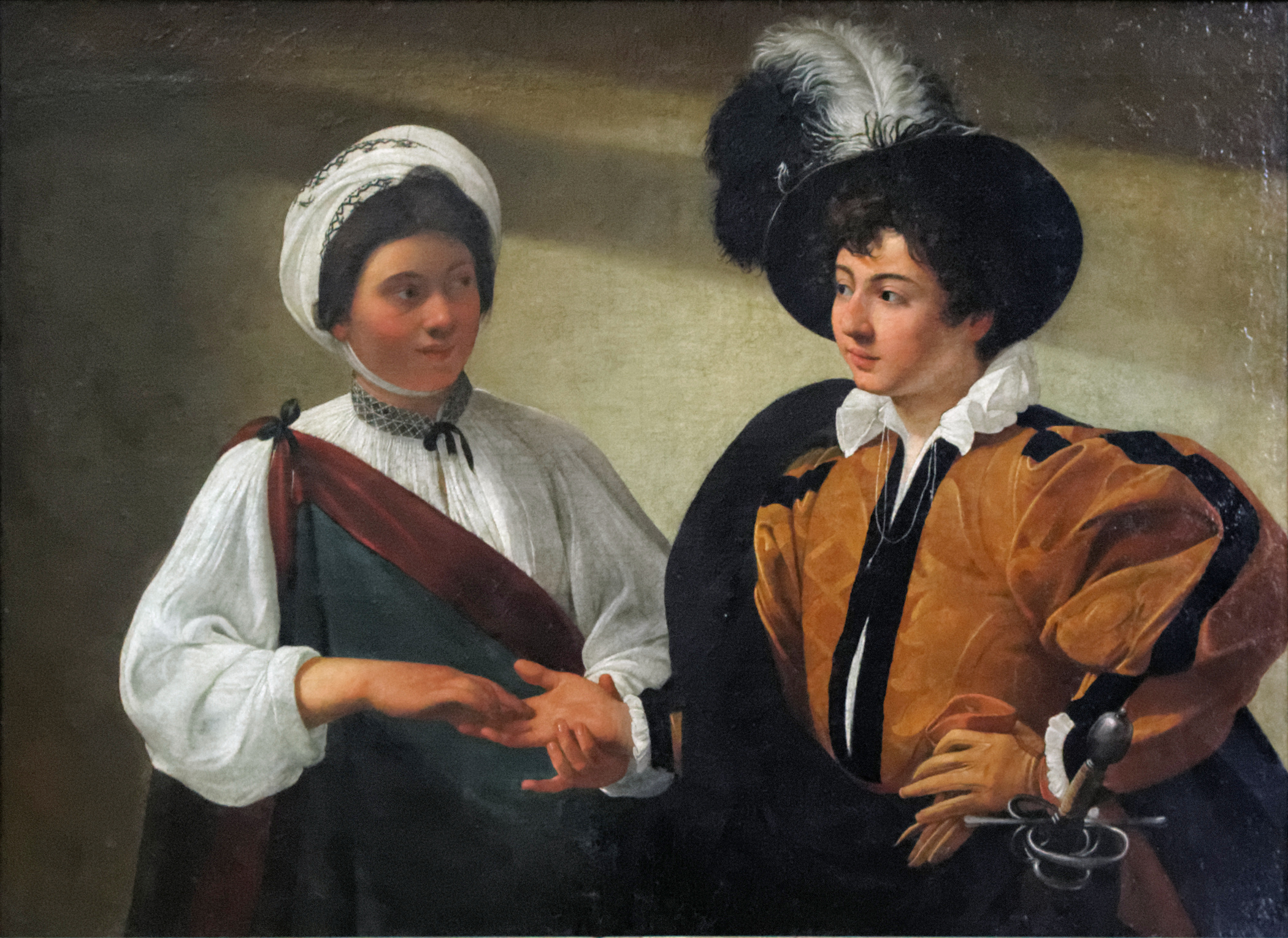
Dos personatges fent contacte visual a La bona sort de Caravaggio

En alguns contextos, la confluència de mirades susciten emocions fortes. El contacte visual proporciona algunes de les emocions més fortes durant una conversa social. Aquest fet és degut principalment al fet que proporciona detalls sobre les emocions i les intencions. En un grup, si el contacte visual no inclou certa persona, pot fer que aquesta persona se senti exclosa del grup, mentre que, per altra banda, el contacte visual prolongat pot dir-li a algú que estan interessats en allò que ha de dir.
El contacte visual també és un element important en el flirteig, on pot servir per a establir i mesurar l'interès de l'altre en algunes situacions. El contacte visual mutu que assenyala l'atracció inicialment comença com una mirada breu i progressa a una repetició de contactes visuals. En canvi, quan persones estranyes es troben pròximes, com en una multitud, poden evitar el contacte visual per ajudar a mantenir llur privadesa.

## Efectes
Quan parlen dues o més persones la persona que parla està acostumada que la mirin. Per tant, fer contacte visual pot fer que altres persones esperin una conversa. La direcció de la mirada d'una persona pot indicar als altres on és la seva atenció. A la dècada del 2000, els estudis van suggerir que el contacte visual té un impacte positiu en la retenció i el record de la informació i pot promoure un aprenentatge més eficient.
Un estudi del 1985 va suggerir que «els nadons de 3 mesos són relativament insensibles a ser objecte de la consideració visual dels altres». Un estudi del Canadà del 1996 amb nadons de 3 a 6 mesos va trobar que el somriure en els nadons disminuïa quan s'eliminava el contacte visual amb els adults. Un estudi publicat al Journal of Cognitive Neuroscience va trobar que el reconeixement facial per part dels nadons es veu facilitat per la mirada directa. Una altra investigació va confirmar que la mirada directa dels adults influeix en la mirada directa dels nadons. Dins del seu primer any, els nadons aprenen ràpidament que la mirada dels altres transmet informació significativa. Els nadons prefereixen mirar les cares que els involucren a la mirada mútua i mostren un processament neuronal millorat de la mirada directa.
A algunes persones els pot resultar difícil el contacte visual amb altres persones. Per exemple, aquelles amb trastorns de l'espectre autista o fòbia social poden trobar el contacte visual particularment inquietant. L'estrabisme, especialment l'exotropia, interfereix en el contacte visual normal i pot dificultar la interacció social: una persona els ulls de la qual no estan alineats generalment fa contacte visual complet amb un sol ull, mentre que l'orientació de l'altre ull es desvia lleugerament.

## Diferències culturals

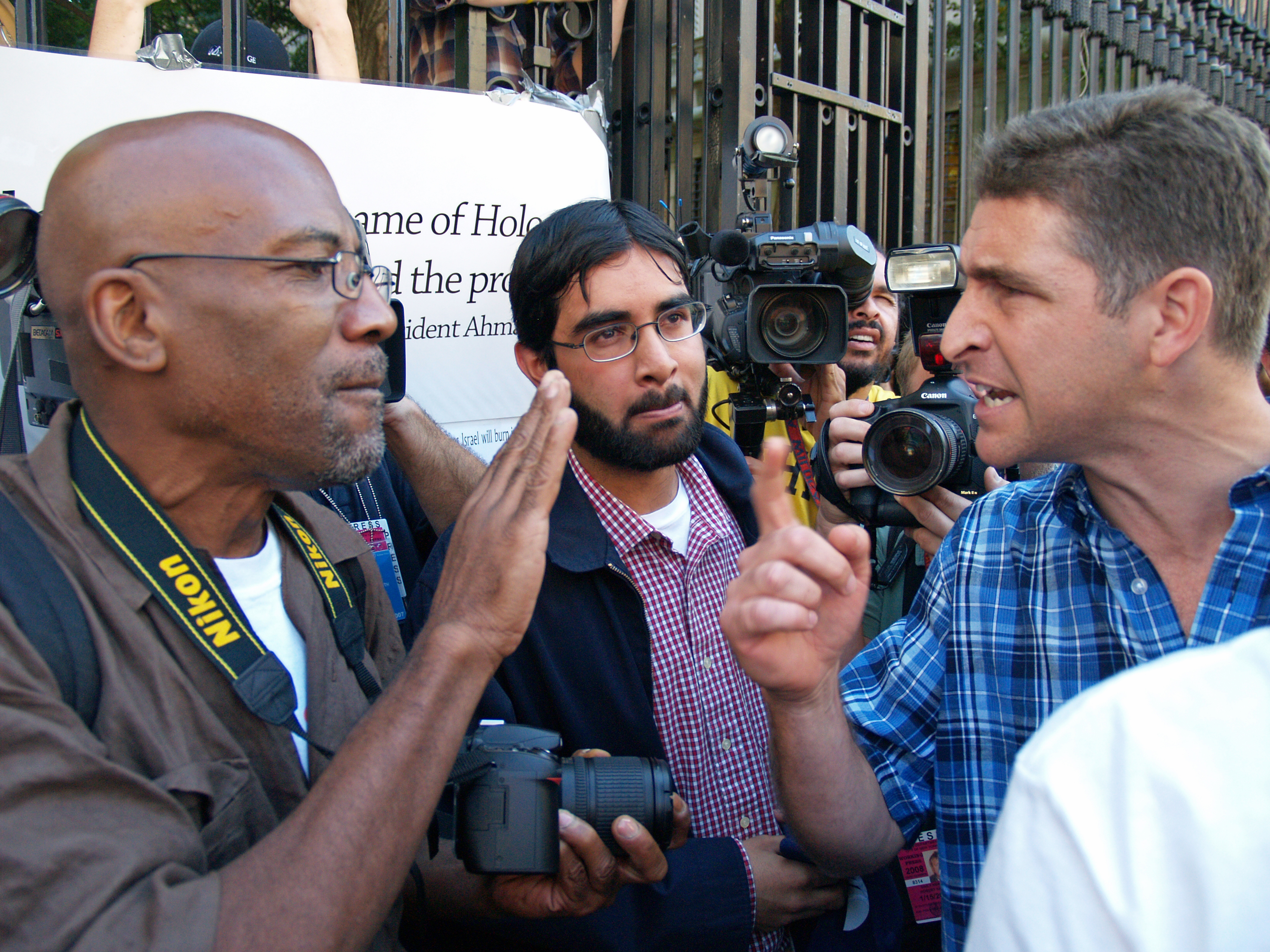
Dos homes mirant-se als ulls durant una discussió

En moltes cultures, com a l'est d'Àsia o Nigèria, és respectuós no mirar la persona dominant als ulls. A la cultura occidental, en canvi, això es pot interpretar malament i pot fer sospitar d'intencions o pensaments amagats. Tanmateix, la recerca d'un contacte visual constant i ininterromput en una conversa sovint es pot considerar arrogant o pertorbador per a molts, fins i tot en les cultures occidentals, possiblement a un nivell instintiu o inconscient.
Els musulmans piadosos solen abaixar la mirada i mirar-se sense objectivació sexual. Als infants japonesos se'ls ensenya a l'escola a dirigir la seva mirada cap a la nou del coll. Com a adults, els japonesos baixen els ulls quan parlen amb un superior com a gest de respecte.
Per a finalitats d'avaluació clínica en la pràctica de la psiquiatria i la psicologia clínica com a part d'un examen de l'estat mental es pot descriure l'inici, la freqüència i la qualitat del contacte visual. Per exemple, el metge pot observar si el pacient inicia, respon, manté o evita el contacte visual. El metge també pot observar si el contacte visual és inusualment intens o en blanc, o si el pacient observa de manera penetrant, mira cap avall o mira cap a un altre costat amb freqüència.

## Entre espècies

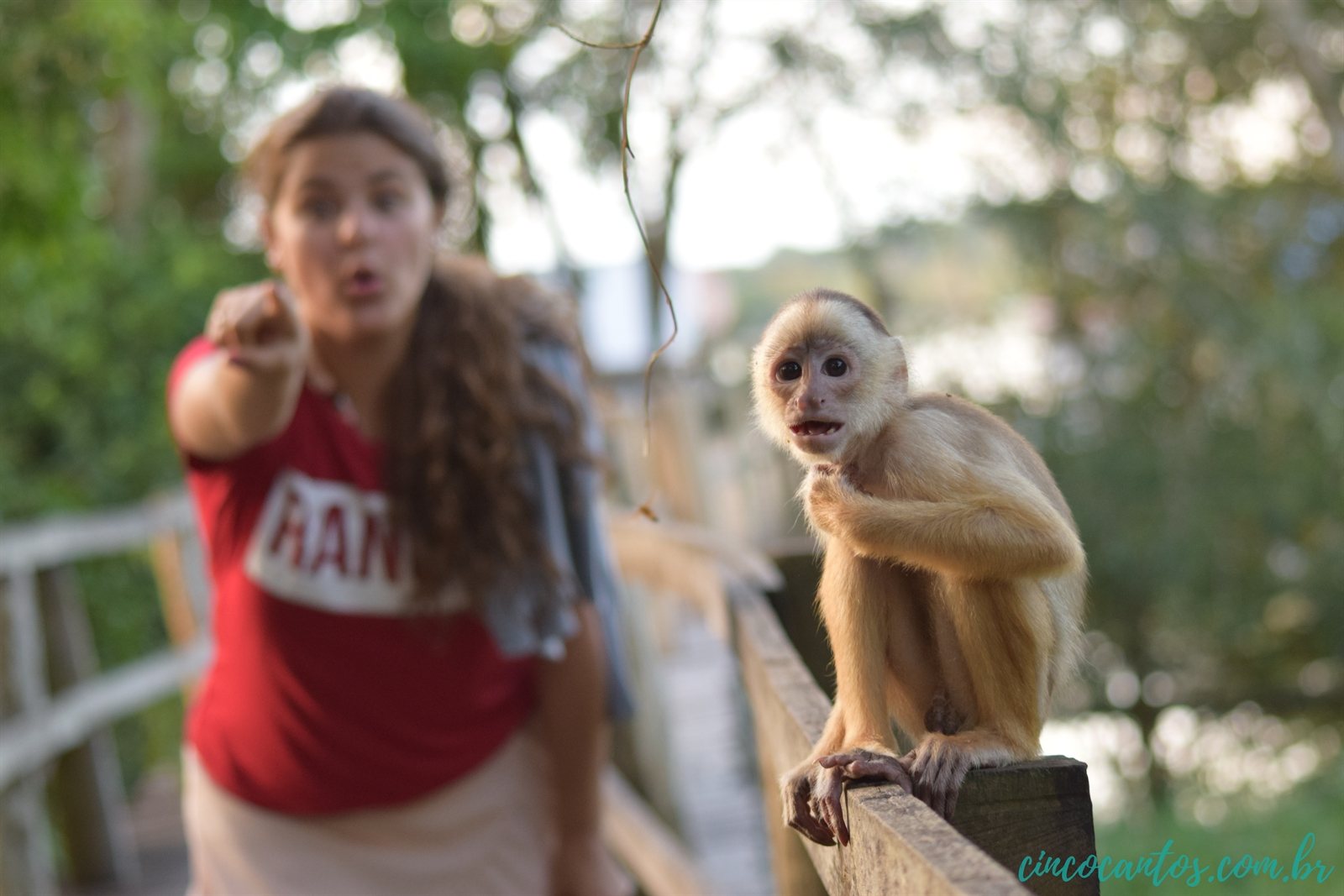

El contacte visual també pot ser un factor important a les interaccions entre animals no humans i entre humans i animals no humans. Els animals de moltes espècies, inclosos els gossos, sovint perceben el contacte visual com una amenaça. Molts programes per prevenir les mossegades de gos recomanen evitar el contacte visual directe amb un gos desconegut. Segons un informe publicat a The New Zealand Medical Journal, mantenir el contacte visual és una raó per la qual els infants poden ser més propensos a ser víctimes d'atacs de gossos. D'altra banda, el contacte visual perllongat entre un gos i el seu amo modula la secreció d'oxitocina, un neuromodulador conegut pel seu paper en el vincle maternoinfantil.
Entre els primats, el contacte visual es considera especialment agressiu i mirar-los en un zoològic pot induir un comportament agitat. Els ximpanzés usen el contacte visual per a manifestar una propera agressió en trobades hostils. La investigació de seguiment ocular mostra que els ximpanzés són més propensos a mirar la boca, mentre que els bonobos són més propensos a mirar als ulls.